# Gallirallus australis
El rascón weka (Gallirallus australis) es una especie de ave gruiforme de la familia Rallidae endémica de Nueva Zelanda. Las historias de los wekas que roban artículos brillantes y bolsas de azúcar, son también parte de folclore de Nueva Zelanda.

## Características
Los wekas son aves robustas de color marrón, del tamaño de un pollo e incapaces de volar. Generalmente miden alrededor de 50 cm de alto y pesan en torno a 1 kg.

## Historia natural
Viven en praderas, monte bajo o en los márgenes del bosque, siempre y cuando abunden la maleza o los matorrales. Son omnívoros que se alimentan principalmente de invertebrados y fruta, pero también comen semillas y pequeños vertebrados como ratas, pájaros y lagartos. También pueden alimentarse de carroña, huevos de aves y brotes de hierba.
Aunque los wekas pueden criar en todo el año, produciendo hasta cuatro crías en un año, ponen los huevos generalmente entre agosto y enero. Ambos sexos ayudan a incubar los huevos.

## Subespecies
Se conocen cuatro subespecies de Gallirallus australis:
- Gallirallus australis australis - región oeste de la Isla del Sur.
- Gallirallus australis greyi' - Isla del Norte.
- Gallirallus australis hectori - antiguamente en la Isla del Sur; introducida en Isla Chatham.
- Gallirallus australis scotti - Isla Stewart, Islas Solander y Isla Codfish.

Antiguamente los wekas eran animales comunes en toda Nueva Zelanda, pero la destrucción de su hábitat ha reducido la población de la Isla del Norte principalmente. La subespecie de Isla del Sur es la más común. De color más oscuro, esta subespecie tiene una reputación de animal tan curioso como el kea y puede vérsela con frecuencia paseando cautelosamente mientras hace oscilar su cola. Si fuese necesario, puede correr velozmente, y es una buena nadadora. G. a. hectori que se ha extinguido en la Isla del Sur, pero fue introducido de forma acertada en la Islas Chatham en el pasado. Hay iniciativas en curso para repoblarla en Cantorbery.